# Bos en Lommerweg
De Bos en Lommerweg is een straat in Amsterdam-West. De Bos en Lommerweg loopt van de Haarlemmerweg tot de dijk van de Ringspoorbaan. De straat wordt gekruist door de Willem de Zwijgerlaan, Admiraal de Ruijterweg en Hoofdweg. In het verlengde van de straat ligt de Burgemeester De Vlugtlaan voorbij de dijk van de Ringspoorbaan. Hier lag van 1986-2000 aan de zuidzijde Station Amsterdam De Vlugtlaan en ligt aan de noordzijde sinds 1997 het metrostation De Vlugtlaan.

## Geschiedenis
De straat werd in 1934 vernoemd naar de in 1940 gesloopte boerenhofstede met die naam langs de Sloterdijkermeerweg die Sloterdijk met de Sloterdijkermeerpolder (thans Sloterplas) verbond. Op deze plaats bevindt zich nu het Bos en Lommerplein. 
In de omgeving van de Bos en Lommerweg zijn de meeste straten vernoemd naar verwanten van Willem de Zwijger, veldslagen, historische boeken en toneelstukken.
Markante gebouwen langs de Bos en Lommerweg zijn de Pniëlkerk van B.T. Boeyinga, beter bekend als het 'Theelichtje' (sinds 2005 'Podium Mozaïek') en de Opstandingskerk van M.F. Duintjer, beter bekend als de Kolenkit.
Omstreeks 2000 werd er een begin gemaakt met grote verbouwingsplannen voor het Bos en Lommerplein en omgeving. Over de Ringweg A10 werden twee poortgebouwen gerealiseerd langs de Bos en Lommerweg. Sinds 2010 is de Bos en Lommerweg ingedeeld bij het stadsdeel Amsterdam-West.
Aan het eind van de weg staat sinds 2012 het appartementencomplex New Kit. Ter vervanging van de markt op het Gulden Winckelplantsoen / Bos en Lommerplein was er van 2021 tot 2023 op woensdag en zaterdag een markt op de ventweg aan de noordkant tussen het Bos en Lommerplein en de Egidiusstraat. Omdat de markt steeds slechter functioneerde, besloot de gemeente de markt op te heffen per 1 november 2023.

## Openbaar vervoer
Tussen het Bos en Lommerplein en Slotermeer reed tramlijn 13 sinds 1954. In 1989 nam tramlijn 14 deze route over omdat Lijn 13 een andere route kreeg via de Burgemeester Röellstraat, waarbij tramlijn 7 zijn eindpunt kreeg op het Bos en Lommerplein en tramlijn 14 tussen de Admiraal de Ruijterweg en het Bos en Lommerplein over de Bos en Lommerweg naar Slotermeer ging rijden. In 2004 werd ook tramlijn 7 naar Slotermeer verlengd. Buslijn 21 rijdt sinds 1976 door deze straat evenals buslijn 80 sinds 1957. Tramlijn 14 verdween op 22 juli 2018 van de Bos en Lommerweg (en uit Amsterdam-West).

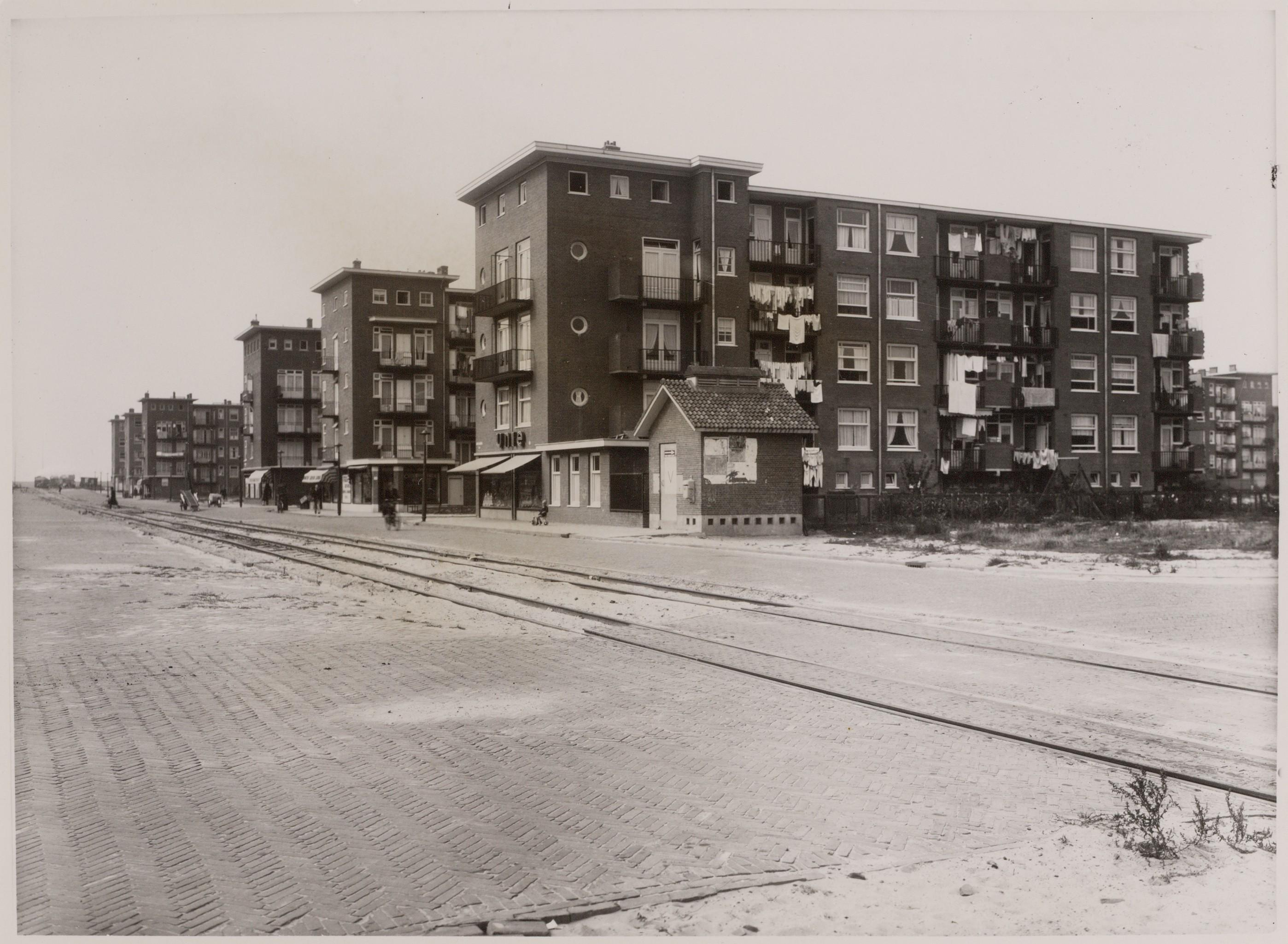
Bos en Lommerweg in 1941.
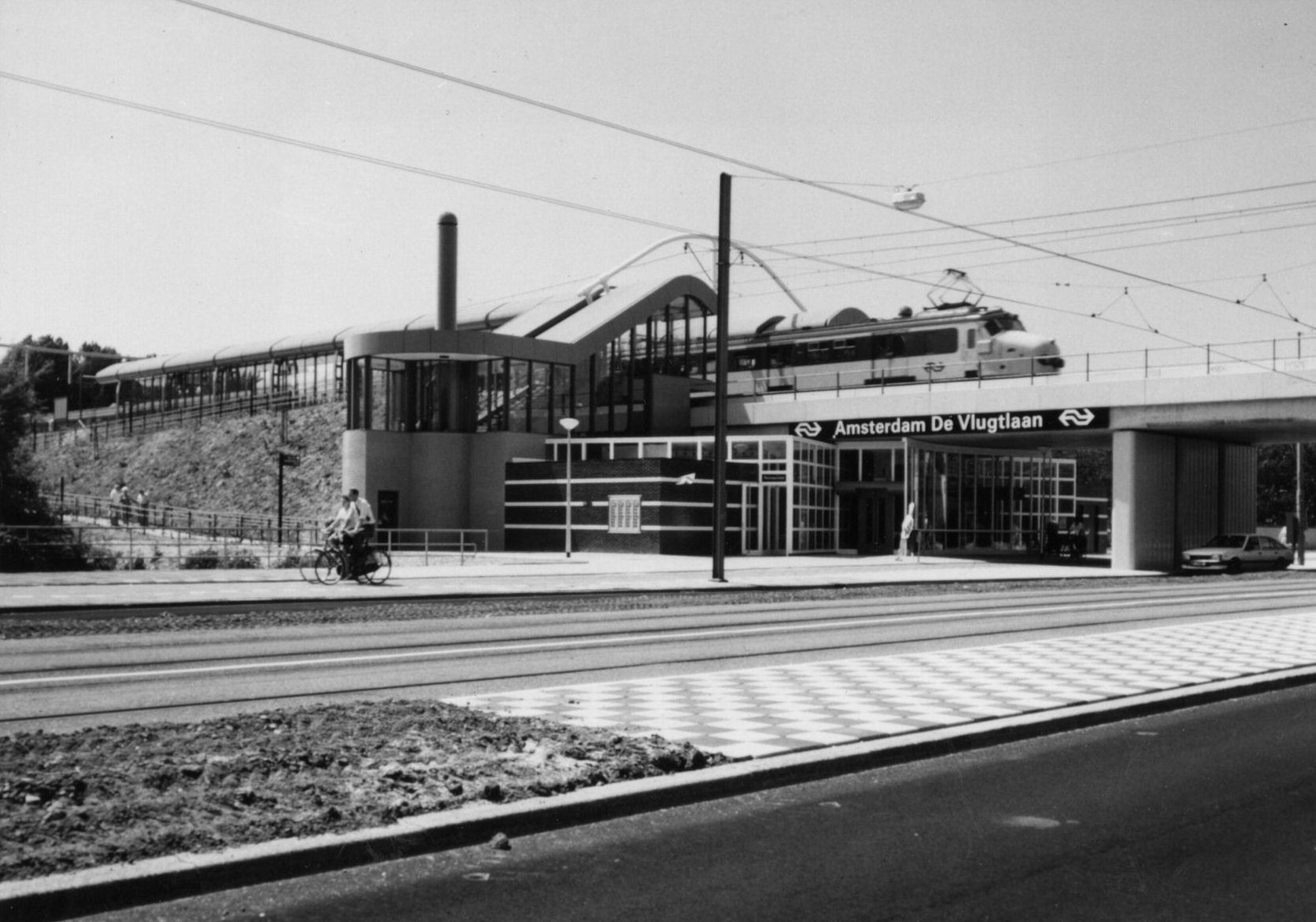
NS station de Vlugtlaan in 1986.
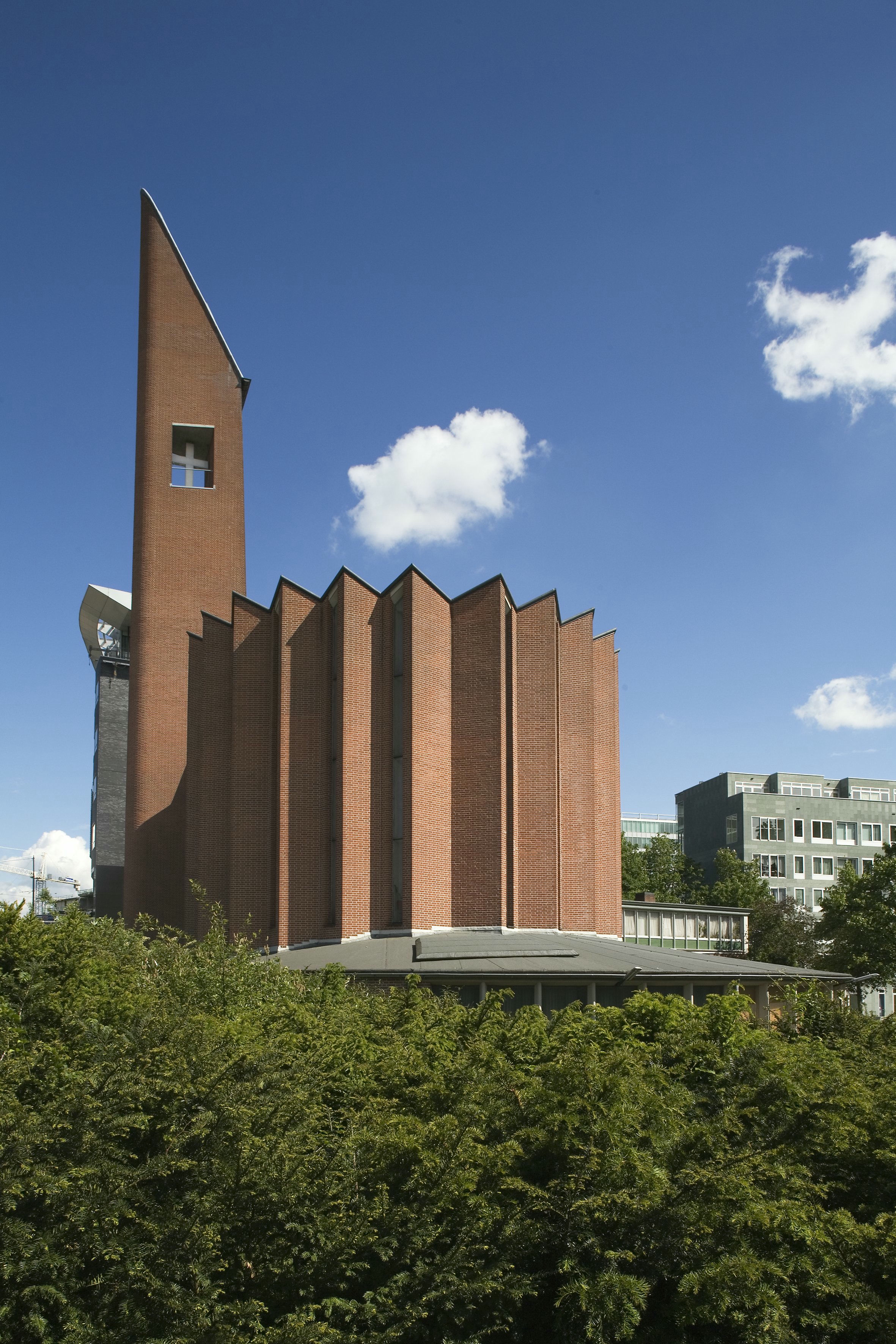
De Opstandingskerk, beter bekend als de Kolenkit, aan de Bos en Lommerweg in 2007.
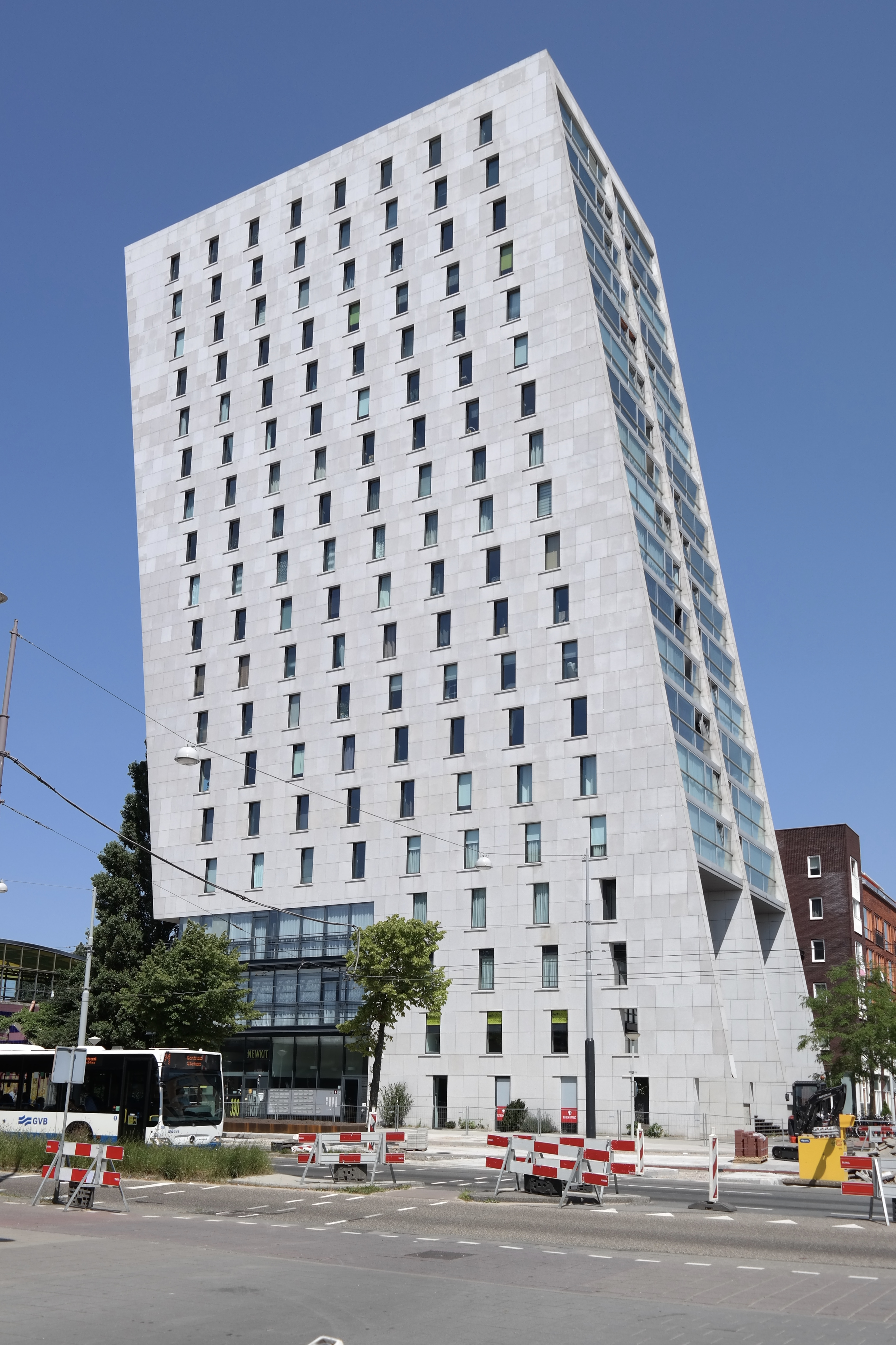
De 'scheve' woontoren The New Kit in 2021.